# Philodoria molokaiensis
Philodoria molokaiensis är en fjärilsart som beskrevs av Otto Herman Swezey 1928. Philodoria molokaiensis ingår i släktet Philodoria och familjen styltmalar. Inga underarter finns listade i Catalogue of Life.